# Rinnen (Kall)
Rinnen ist ein Ortsteil der Gemeinde Kall im nordrhein-westfälischen Kreis Euskirchen rund 350 Einwohnern. Nördlich liegt die Anhöhe Pferdekopf (527,4 m ü. NHN), westlich der Frohnrather Kopf (512,1 m ü. NHN) und östlich ein Kalksteinbruch.

## Geschichte
Rinnen bildete seit dem 19. Jahrhundert eine Gemeinde in der Bürgermeisterei Kall des Kreises Schleiden. Anfang der 1930er Jahre wurde die Gemeinde Rinnen in die Gemeinde Sötenich eingemeindet. Sötenich wiederum wurde 1969 in die Gemeinde Kall eingegliedert.

## Kapelle St. Michael

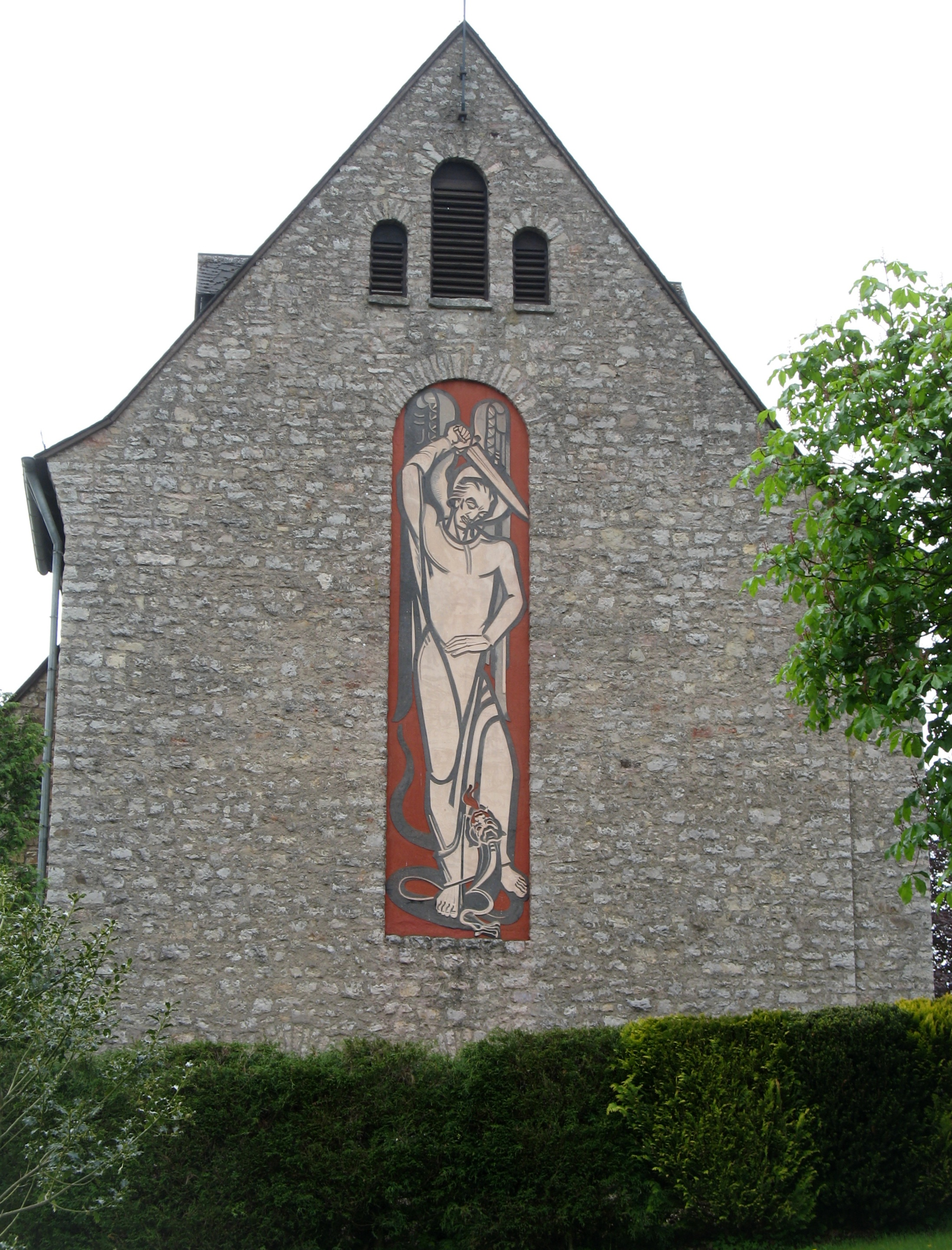
Erzengel-Michael-Sgraffito

Rinnen verfügt über die katholische Kapelle St. Michael, die zur Pfarrgemeinde Sötenich und damit zur Gemeinschaft der Gemeinden Hl. Hermann-Josef Steinfeld im Bistum Aachen gehört.
Diese Kapelle wurde als einer der wenigen Kirchen während der Zeit des Nationalsozialismus errichtet. Hauptinitiator war der damalige Sistiger Pfarrer Johannes Berens; Architekt war Willy Weyres, späterer Kölner Dombaumeister. Auf der entscheidenden Versammlung des Kapellenvereins am 21. Juni 1936 hatte man sich gegen den Entwurf einer Holzkirche der Fa. Milz aus Marmagen gewandt und stattdessen dem Entwurf von Willy Weyres zugestimmt. Ein Zitat dazu von Willy Weyres: „Der Altar ist das wichtigste Haus, ist die Wohnung des Allerhöchsten. Um dies zu betonen, habe ich über dem Altar bei dem vorliegenden Entwurf den Turm angebracht und neben dem Altar die Empore. Alles soll in der Kapelle die Menschen nach vorn zum Altar ziehen.“
Die Außenseite wird dominiert von einem großen Sgraffito des Erzengels Michael von Ernst Jansen-Winkeln. Am 21. Juni 1942 wurde die Kapelle zum hl. Erzengel Michael geweiht, die über 130 Sitz- und 200 Stehplätze verfügt. 1943 wurden die Fenster mit den Bildern des Kreuzweges eingebaut.

## Verkehr
Durch den Ort verläuft die Landesstraße 203 von Sistig nach Sötenich. Die nächste Autobahnanschlussstelle ist Nettersheim auf der Bundesautobahn 1.
Die VRS-Buslinie 885 der RVK, die überwiegend als TaxiBusPlus nach Bedarf verkehrt, stellt den Personennahverkehr mit den angrenzenden Orten und Kall sicher.
| Linie | Verlauf |
| ----- | --- |
| 885   | MiKE (außer im Schülerverkehr): Manscheid – Wildenburg – Benenberg – (Krekel – Rüth – Roder –) Sistig – (Frohnrath –) Rinnen – Sötenich – Kall Bf |